# Days of Our Lives
Days of Our Lives (Vlaanderen: De dingen des levens) is een Amerikaanse soapserie die begon op 8 november 1965.
De serie is geparodieerd door SCTV als The Days of the Week. Ook in komedieserie Friends kwam de serie regelmatig voor, omwille van het feit dat Joey Tribbiani (vertolkt door Matt LeBlanc) zogezegd de rol van Dr. Drake Ramoray vertolkte in Days of Our Lives.

## Verhaallijn
Days of Our Lives speelt zich af in het fictieve plaatsje Salem. Toen de serie begon lag de focus op de belevenissen van de familie Horton: Tom en zijn vrouw Alice stonden aan het hoofd van deze familie. Ze hadden vijf kinderen: Tommy, Addie, Mickey, Bill en Marie.  
De oudste zoon, Tommy, was als soldaat omgekomen in de Vietnamoorlog. Later bleek dat hij nog leefde maar dat hij ernstig gewond was geraakt. Hierdoor had hij geheugenverlies en was zijn gezicht veranderd door een chirurgische ingreep. Hij verscheen in Salem als Dr. Mark Brooks en begon een relatie met Marie die niet wist dat Mark eigenlijk haar eigen broer Tommy was. Uiteindelijk kreeg Tommy zijn geheugen terug en verliet Marie Salem om een Zuster te worden.   
De oudste dochter, Addie, was al getrouwd maar had weinig aandacht voor haar eigen dochter Julie Olson. Hierdoor was Julie zeer rebels en later werd ze ongehuwd zwanger. Met de hulp van haar grootouders stond Julie haar baby af bij de geboorte. Jaren later keerde haar nu volwassen zoon David Banning terug maar hadden ze geen gemakkelijke relatie. Inmiddels was Julie gehuwd met zakenman Bob Anderson maar was eigenlijk verliefd op Doug Williams. Doug vond zelf troost bij Addie die ondertussen een rijke weduwe was geworden. Addie werd zwanger maar dezelfde tijd werd ontdekt dat ze leed aan kanker. Addie wou geen behandeling uit vrees voor haar baby. Ze beviel van een dochter Hope en genas op miraculeuze wijze van haar ziekte.  Doug en Addie's geluk was wel van korte duur: Addie overleed nadat ze werd overreden door een auto terwijl ze aan het wandelen was met Hope. Julie ontfermde zich over Doug en ze zorgden samen voor Hope.  
De broers Mickey en Bill werden allebei verliefd op dezelfde vrouw: Dr. Laura Spencer. Laura koos uiteindelijk voor Mickey. In een dronken bui verkrachtte Bill Laura en werd ze zwanger van hem. Laura deed alsof dat Mickey de vader van haar zoon Mike was. Later ontdekte Mickey de waarheid en uit woede kreeg hij een hartaanval. Mickey overleefde maar had geheugenverlies. Hij ontsnapte uit het ziekenhuis en belande in de boerderij van Maggie Simmons die kreupel was. Mickey begon een relatie met Maggie. Later keerden ze terug naar Salem en herinnerde Mickey alles weer. Hij en Laura besloten te scheiden van elkaar. Mickey trouwde met Maggie en Bill en Laura kregen nog een tweede kind: Jennifer. Bill begon nadien een affaire met een collega waardoor Laura psychologische problemen kreeg. Uiteindelijk probeerde Laura zelfmoord te plegen. Ze overleefde maar belande in de psychiatrie waar ze werd behandeld door Dr. Marlena Evans.  
Met de jaren verdwenen de Horton's op de achtergrond en kregen andere personages een belangrijke rol in verhaallijnen. Waaronder ook de Ierse familie Brady. Shawn en zijn vrouw Caroline waren eigenaars van het lokale café de Brady Pub. Samen hadden ze vier kinderen: Roman, Kimberly, Kayla en Bo. Later adopteren Shawn en Caroline nog de twee jongens Frankie en Max. De Brady's hebben al jaren een vete met de familie DiMera. Stefano DiMera was voor lange tijd de slechterik in de serie en deed er alles aan om het leven in Salem moeilijker voor iedereen te maken. Hoewel veel leden van de familie DiMera overleden zijn keren er altijd wel een paar terug uit de dood. Stefano had een obsessie met Marlena die nu gehuwd was met Roman Brady en moeder was geworden van Eric Brady en Sami Brady. Hij ontvoerde haar en deed haar familie geloven dat ze was overleden. Ook werd lange tijd gedacht dat Roman gestorven was terwijl hij eigenlijk gevangen werd gehouden door Stefano. 
Toen kwam de mysterieuze John Black naar Salem zonder geheugen.  Marlena en John werden verliefd op elkaar en voor een lange tijd dacht John dat hij de overleden Roman was maar toen keerde de echte Roman terug met alle gevolgen van dien. John begon een relatie met Isabella Toscano, de dochter van snode zakenman Victor Kiriakis. John en Isabella kregen samen een zoon Brady maar kort daarna overleed Isabella. John zocht troost bij Marlena en ze kregen samen een dochter, Belle. 
Victor trouwde zelf verschillende keren: eerst met Carly Manning, daarna met Kate Roberts, later met Vivian Alamain, Nicole Walker, en uiteindelijk met Maggie Horton. Buiten Isabella was Victor ook de biologische vader van Bo Brady. Later kreeg Victor ook nog een zoon tijdens zijn huwelijk met Kate: Philip.
De serie kende ondertussen al heel wat controversiële verhaallijnen over de jaren heen:  Marlena die bezeten wordt door de duivel; Sami Brady die haar kleine zusje Belle wil verkopen op de zwarte markt; Carly Manning die levend begraven wordt door aartsvijand Vivian Alamain; Chelsea Brady die haar eigen broer Zack dood rijdt; de "Melaswen-verhaallijn" waarbij verschillende personages werden vermoord door een seriemoordenaar maar later bleken te leven en gevangen werden gehouden op een eiland; Sami Brady die een tweeling krijgt met twee verschillende mannen: Lucas Horton en EJ DiMera; Theo Carver die autisme blijkt te hebben; Caroline Brady die dementie krijgt en in 2014 trouwde Will Horton met zijn vriend Sonny Kiriakis wat meteen ook het eerste homohuwelijk was voor de serie.

## Personages
| Acteur               | Personage                                                 | Jaren                                                                                   |
| -------------------- | --------------------------------------------------------- | --------------------------------------------------------------------------------------- |
| Frances Reid         | Alice Horton                                              | 1965-2007                                                                               |
| John Clarke          | Mickey Horton                                             | 1965-2004                                                                               |
| Macdonald Carey      | Dr. Tom Horton                                            | 1965-1994                                                                               |
| Jed Allan            | Don Craig                                                 | 1971-1985                                                                               |
| Joseph Gallison      | Dr. Neil Curtis                                           | 1974-1991                                                                               |
| Gloria Loring        | Liz Chandler                                              | 1980-1986                                                                               |
| John de Lancie       | Eugene Bradford                                           | 1982-1985, 1986, 1989                                                                   |
| Frank Parker         | Shawn Brady                                               | 1983-2008                                                                               |
| Matthew Ashford      | Jack Deveraux                                             | 1987-1993, 2001-2007, 2011-2012, 2016-heden                                             |
| Quinn Redeker        | Alex Marshall                                             | 1979-1987                                                                               |
| Maree Cheatham       | Marie Horton                                              | 1965-1968, 1970-1973, 1994, 1996, 2010                                                  |
| John Lupton          | Dr. Tommy Horton                                          | 1967-1972, 1975-1979                                                                    |
| Margaret Mason       | Linda Patterson                                           | 1970-1971, 1975-1980, 1982                                                              |
| Gregg Marx           | David Banning                                             | 1981-1983                                                                               |
| Patricia Barry       | Addie Horton Olson Williams                               | 1971-1974                                                                               |
| Mark Tapscott        | Bob Anderson                                              | 1972-1980                                                                               |
| Edward Mallory       | Dr. Bill Horton                                           | 1966-1980, 1991-1993                                                                    |
| Corinne Conley       | Phyllis Anderson                                          | 1973-1977, 1980, 1982                                                                   |
| Barbara Stanger      | Mary Anderson                                             | 1975-1981                                                                               |
| Wayne Northrop       | Roman Brady Dr. Alex North                                | 1981-1984, 1991-1994 2005-2006                                                          |
| Farah Fath           | Mimi Lockhart                                             | 1999-2007 2018                                                                          |
| Matt Cedeño          | Brandon Walker                                            | 1999-2005                                                                               |
| Kyle Lowder          | Brady Black                                               | 2000-2005                                                                               |
| Eric Winter          | Rex Brady                                                 | 2002-2005                                                                               |
| Alexis Thorpe        | Cassie Brady                                              | 2002-2005                                                                               |
| Jason Brooks         | Peter Blake                                               | 1993-1998                                                                               |
| Andrew Hyatt Masset  | Larry Welch                                               | 1983-1985, 2002-2003, 2016                                                              |
| Brenda Benet         | Lee DuMonde                                               | 1979-1982                                                                               |
| Philece Sampler      | Renée DuMonde                                             | 1980-1983                                                                               |
| Madlyn Rhue          | Daphne DiMera                                             | 1982-1984                                                                               |
| Michael Sabatino     | Lawrence Alamain                                          | 1990-1993, 2009                                                                         |
| Kevin Spirtas        | Dr. Craig Wesley                                          | 1997, 1998-2003, 2005, 2022                                                             |
| Roark Critchlow      | Dr. Mike Horton                                           | 1994-1999, 2010                                                                         |
| Jensen Ackles        | Eric Brady                                                | 1997-2000                                                                               |
| Lisa Rinna           | Billie Reed                                               | 1992-1995, 2002-2003, 2012-2013, 2018                                                   |
| Nick Benedict        | Curtis Reed                                               | 1993-1994, 1995, 1997, 1999, 2000                                                       |
| Billy Warlock        | Frankie Brady                                             | 1986-1988, 1990-1991, 2005-2006                                                         |
| Arleen Sorkin        | Calliope Jones                                            | 1984-1990, 1992, 2001, 2006, 2010                                                       |
| Cheryl-Ann Wilson    | Megan Hathaway                                            | 1984-1985                                                                               |
| Adrienne LaRussa     | Brooke Hamilton                                           | 1975-1977                                                                               |
| Patty Weaver         | Trish Clayton                                             | 1974-1982                                                                               |
| Staci Greason        | Isabella Toscano Black                                    | 1989-1992, 1995, 2000, 2003, 2010                                                       |
| Hunter Tylo          | Marina Toscano                                            | 1989-1990                                                                               |
| Rhasaan Orange       | Tek Kramer                                                | 2003-2007                                                                               |
| Tanya Boyd           | Celeste Perrault                                          | 1994-2007                                                                               |
| Darin Brooks         | Max Brady                                                 | 2005-2010                                                                               |
| Crystal Chappell     | Carly Manning                                             | 1990-1993, 2009-2011                                                                    |
| Patrick Muldoon      | Austin Reed                                               | 1992-1995, 2011-2012                                                                    |
| Louise Sorel         | Vivian Alamain                                            | 1992-2000, 2009-2011, 2018, 2020                                                        |
| Renée Jones          | Dr. Lexie Carver Nikki Wade                               | 1993-2012 1982-1983                                                                     |
| Jay Kenneth Johnson  | Philip Kiriakis                                           | 1999-2002, 2007-2011, 2020-2021                                                         |
| Blake Berris         | Nick Fallon                                               | 2006-2009, 2012-2014, 2021                                                              |
| James Scott          | EJ DiMera Santo DiMera                                    | 2006-2014 2007-2008                                                                     |
| Peter Reckell        | Bo Brady                                                  | 1983-1987, 1990-1992, 1995-2012, 2015-2016                                              |
| Kate Mansi           | Abigail Deveraux DiMera                                   | 2011-2016, 2018-2020                                                                    |
| Peggy McCay          | Caroline Brady                                            | 1983, 1985-2016                                                                         |
| Patsy Pease          | Kimberly Brady Donovan                                    | 1984-1992, 1994, 1996-1998, 2002-2004, 2008, 2010, 2013-2016                            |
| Jaime Lyn Bauer      | Dr. Laura Spencer Horton                                  | 1993-1999, 2003, 2010, 2013, 2016, 2018, 2021                                           |
| Joseph Mascolo       | Stefano DiMera                                            | 1982-1985, 1988, 1993-2001, 2007-2016, 2017                                             |
| Shelley Hennig       | Stephanie Johnson                                         | 2007-2011, 2017                                                                         |
| Brandon Beemer       | Shawn-Douglas Brady                                       | 2006-2008, 2016-heden                                                                   |
| Martha Madison       | Belle Black                                               | 2004-2008, 2015-heden                                                                   |
| Leann Hunley         | Anna Fredericks DiMera                                    | 1982-1986, 2007-2010, 2017-heden                                                        |
| Austin Peck          | Austin Reed                                               | 1995-2002, 2005-2006, 2017                                                              |
| Christie Clark       | Carrie Brady                                              | 1986-1999, 2005-2006, 2010-2012, 2017-2019                                              |
| Charles Shaughnessy  | Shane Donovan                                             | 1984-1992, 2002, 2010, 2013, 2016-2017                                                  |
| Patrika Darbo        | Nancy Wesley                                              | 1998-2005, 2013, 2016-2017, 2022 heden                                                  |
| Arianne Zucker       | Nicole Walker                                             | 1998-2006, 2008-2017 2018, 2019-heden                                                   |
| Kristian Alfonso     | Hope Williams Gina Von Amberg                             | 1983-1987, 1990, 1994-2020 1998-2001, 2012, 2017-2021                                   |
| Mary Beth Evans      | Dr. Kayla Brady                                           | 1986-1992, 2006-heden                                                                   |
| Deidre Hall          | Dr. Marlena Evans Black                                   | 1976-1987, 1991-2009, 2011-heden                                                        |
| Drake Hogestyn       | John Black                                                | 1986-2009, 2011-heden                                                                   |
| Lauren Koslow        | Kate Roberts                                              | 1996-heden                                                                              |
| Eric Martsolf        | Brady Black                                               | 2008-heden                                                                              |
| Stephen Nichols      | Steve 'Patch' Johnson                                     | 1985-1990, 2006-2009, 2015-heden                                                        |
| Thaao Penghlis       | Tony DiMera André DiMera                                  | 1981-1985, 2007-2009, 2019-heden 1983-1984, 1993-1996, 2002-2005, 2007, 2015-2019, 2022 |
| Melissa Reeves       | Jennifer Horton Deveraux                                  | 1985-1995, 2000-2006, 2010-2022                                                         |
| James Reynolds       | Abe Carver                                                | 1981-heden                                                                              |
| Suzanne Rogers       | Maggie Simmons Horton Kiriakis                            | 1973-heden                                                                              |
| Josh Taylor          | Roman Brady Chris Kositchek                               | 1997-heden 1977-1987                                                                    |
| Greg Vaughan         | Eric Brady                                                | 2012-heden                                                                              |
| John Aniston         | Victor Kiriakis                                           | 1985-2023                                                                               |
| Eileen Davidson      | Kristen DiMera Susan Banks Mary Moira Banks Penelope Kent | 1993-1998, 2012-2015, 2017, 2021 1996-1998, 2014, 2017 1997-1998, 2017 1998             |
| Bryan Dattilo        | Lucas Horton                                              | 1993-2001, 2002-2010, 2012-heden                                                        |
| Judi Evans           | Adrienne Johnson Kiriakis                                 | 1986-1991, 2007-2008, 2010-2020                                                         |
| Bill Hayes           | Doug Williams                                             | 1970-1984, 1986-1987, 1993-1996, 1999-2024                                              |
| Wally Kurth          | Justin Kiriakis                                           | 1987-1991, 2009-heden                                                                   |
| Susan Seaforth Hayes | Julie Olson Williams                                      | 1968-1984, 1990-1994, 1996, 1999-heden                                                  |
| Alison Sweeney       | Sami Brady Colleen Brady                                  | 1993-2015, 2017-2022 2007-2008                                                          |